# Julia Neuberger

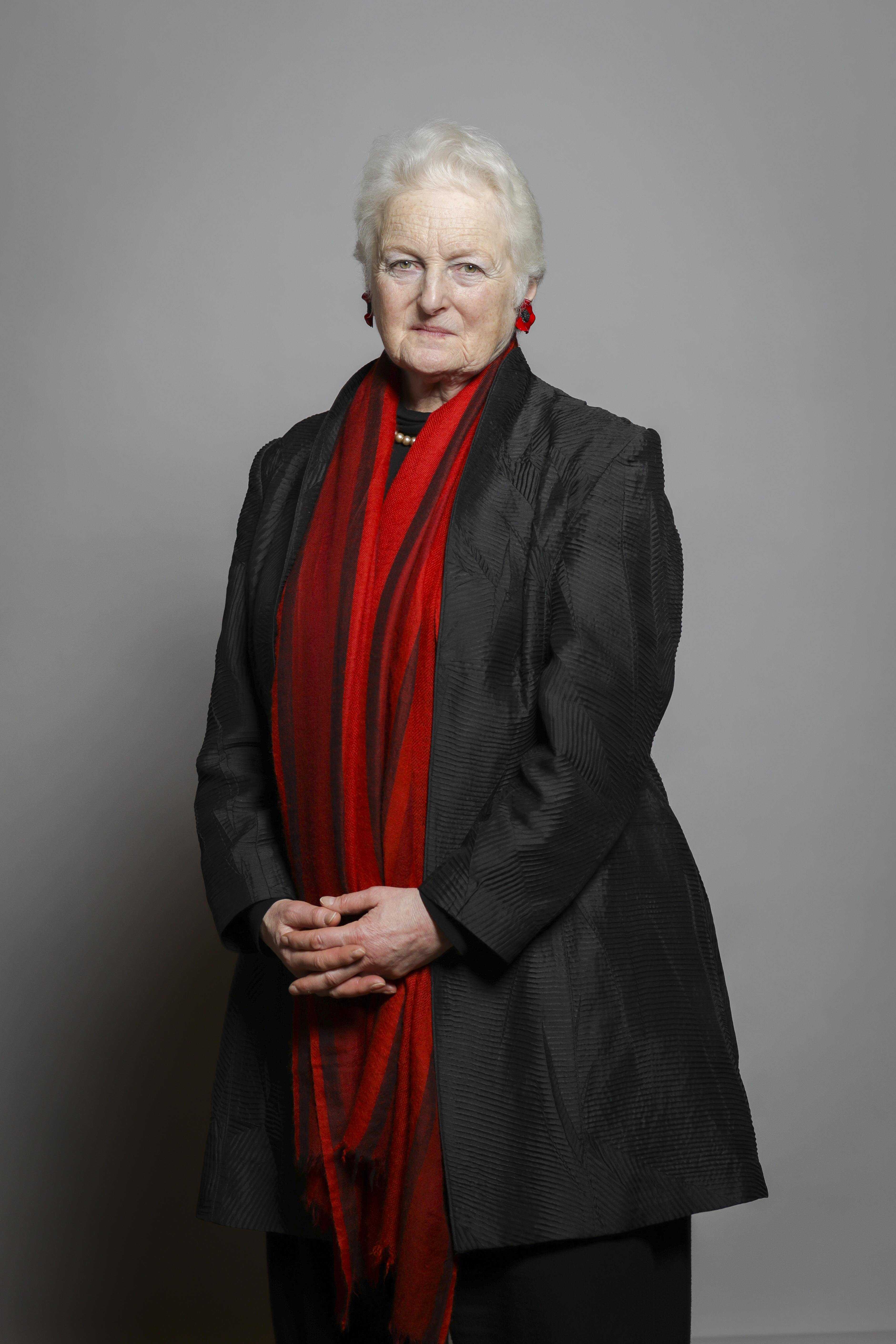
Julia Neuberger, Baroness Neuberger (2019)

Julia Babette Sarah Neuberger, Baroness Neuberger DBE (Geburtsname: Julia Schwab; * 27. Februar 1950) ist eine britische Rabbinerin, Schriftstellerin und Politikerin der Liberal Democrats, die seit 2004 Mitglied des House of Lords ist.

## Leben

### Studium, Rabbinerin und erfolglose Unterhauskandidatur
Nach dem Besuch der South Hampstead High School und einem Studium am Newnham College der University of Cambridge besuchte Julia Neuberger, Tochter deutscher jüdischer Einwanderer, das Rabbinerseminar des Leo Baeck College in London, das sie 1977 abschloss. Sie war damit nach Jackie Tabick die zweite weibliche Rabbinerin Großbritanniens. Anschließend war sie sowohl von 1977 bis 1989 Rabbinerin der South London Liberal Synagogue als auch von 1977 bis 1994 Dozentin am Leo Baeck College. Bei den Unterhauswahlen am 9. Juni 1983 bewarb sie sich für die Liberal Democrats im Wahlkreis Tooting ohne Erfolg für ein Mandat als Abgeordnete im House of Commons.
Nachdem Julia Neuberger, die auch zahlreiche Bücher über Judentum, die Rolle von Frauen und andere Themen verfasste, von 1989 bis 1991 Gast-Fellow am King’s Fund-Institut sowie von 1991 bis 1992 Gast-Fellow an der Harvard Medical School war, wurde sie 1992 Vorsitzende des Trust des National Health Service (NHS) für die gemeindlichen Gesundheitsdienste für das London Borough of Camden und das London Borough of Islington, und behielt diese Funktion bis 1997.
Daneben war sie von 1990 bis 1995 Mitglied der Human Fertilisation and Embryology Authority (HFEA), zwischen 1992 und 1994 Mitglied des Ethikausschusses der British Medical Association (BMA) sowie von 1993 bis 2001 Mitglied des General Medical Council (GMC).

### Universitätskanzlerin und Funktionärin
Julia Neuberger, die zwischen 1994 und 2000 Kanzlerin der University of Ulster war, wurde 1997 Chefverwalterin der Stiftung The King’s Fund und übte diese Funktion bis 2004 aus. In dieser Zeit war sie des Weiteren Mitglied des Medical Research Council (MRC) von 1995 bis 2000, der Büchereikommission zwischen 1995 und 1997 sowie von 2001 bis 2004 Mitglied des Ausschusses für Standards im öffentlichen Leben (Committee on Standards in Public Life), ein unabhängiges Gremium zur Beratung der britischen Regierung.
Darüber hinaus engagierte sich Julia Neuberger, die zwischen 2001 und 2002 Kommissarin des öffentlichen Dienstes (Civil Service Commissioner) war, in zahlreichen Institutionen sowie Organisationen und war unter anderem von 1992 bis 1997 Vizepräsidentin der Patientenvereinigung, zwischen 1993 und 1996 Mitglied des Rates des University College London (UCL) sowie 1994 bis 1996 von Save the Children. Ferner fungierte sie zwischen 1990 und 1997 als Trustee der Denkfabrik The Runnymede Trust sowie von 1999 bis 2006 als Trustee des Imperial War Museum.

### Oberhausmitglied
Julia Neuberger, die regelmäßig Sendungen im Rundfunk moderierte, wurde 2003 als Dame Commander des Order of the British Empire (DBE) geadelt.
Kurz darauf wurde sie durch ein Letters Patent vom 15. Juni 2004 als Life Peeress mit dem Titel Baroness Neuberger, of Primrose Hill in the London Borough of Camden, in den höheren Adelsstand erhoben. Am 12. Juli 2004 folgte ihre Einführung als Mitglied des House of Lords. Dort gehörte sie zunächst der Fraktion der Liberal Democrats an.
Während ihrer Mitgliedschaft im Oberhaus war sie zunächst von 2004 bis 2007 Sprecherin ihrer Fraktion für Gesundheitspolitik und danach bis 2010 Beauftragte von Premierminister Gordon Brown für das Ehrenamt.
In der Folgezeit wurde Baroness Neuberger, die von 2006 bis 2008 Vorsitzende der Kommission für die Zukunft des Ehrenamtes (Commission on the Future of Volunteering) war, 2008 Vorsitzende der Behörde für verantwortungsvolle Glücksspielstrategien (Responsible Gambling Strategy Board), 2009 Vorsitzende des Beratungsgremiums für juristische Vielfalt (Advsy Panel Judicial Diversity) und 2009 Vorsitzende der One Housing Group.
Für ihren langjährigen Verdienste wurde Baroness mehrfach geehrt und ist unter anderem Ehrendoktorin der University of Humberside, der University of Ulster, der University of Stirling, der City University London, der Oxford Brookes University, der University of Teesside, der University of Nottingham, von The Open University, der Queen’s University Belfast, der Sheffield Hallam University, der University of Aberdeen sowie 2006 der Universität London. Des Weiteren ist sie Ehren-Fellow seit 2007 des Mansfield College der University of Oxford, 1998 des City and Guilds of London Institute (Hon FCGI), 2004 des Royal College of Physicians (Hon FRCP), 2006 des Royal College of General Practitioners (Hon FRCGP) sowie 2007 des Royal College of Psychiatrists (Hon FRCPsych).
Nachdem Baroness Neuberger im September 2011 hauptberufliche Rabbinerin der West London Synagogue wurde, verließ sie die Fraktion der Liberal Democrats und gehört dem Oberhaus seither als Parteilose (Crossbencher) an.

## Veröffentlichungen
- The Story of Judaism for children, 1986
- Caring for Dying People of Different Faiths, 1987, 3. Auflage 2004
- Days of Decision, 1987
- Whatever's Happening to Women, 1991
- A Necessary End, Mitherausgeber John White, 1991
- The Things That Matter, 1993
- Ethics and Healthcare: Research Ethics Ctees in the UK, 1992
- On Being Jewish, 1995
- Dying Well: A guide to enabling a good death, 1999, 2. Auflage 2004
- Hidden Assets: Values and decision-making in the NHS, Mitherausgeber Bill New, 2002
- The Moral State We're In, 2005
- Dead Yet: A manifesto for old age, 2008
- Is That All There Is? Leaving a Legacy, 2011

in deutscher Sprache
- Die Pflege Sterbender unterschiedlicher Glaubensrichtungen, Berlin 1995, 2. Auflage 2009, ISBN 3-86126-545-1